# Apoteoza wojny
Apoteoza wojny (ros. Апофеоз войны, Apofieoz wojny) – obraz Wasilija Wierieszczagina, powstały w 1871.

## Okoliczności powstania obrazu
W 1867 Wasilij Wierieszczagin zgłosił się na ochotnika do udziału w walkach w Turkiestanie (obszar obecnie zajmowany przez Kazachstan, Kirgistan, Turkmenistan, Tadżykistan i Uzbekistan), gdzie w szeregach armii rosyjskiej walczył z emirem Buchary. W czasie trwania konfliktu Wierieszczagin wykonał serię szkiców i obrazów ukazujących zaobserwowane sceny batalistyczne oraz sceny rodzajowe przedstawiające krajobrazy i mieszkańców Turkiestanu. Dzieła te przyniosły mu po powrocie do Rosji europejskiej znaczną popularność. Wojenne przeżycia artysty, a zwłaszcza zaobserwowane przykłady okrucieństwa, skłoniły go również do refleksji nad istotą i skutkami wojny. W wyniku tych doświadczeń Wierieszczagin stał się zdecydowanym przeciwnikiem wszelkich wojen, w których to poglądach utwierdził się jeszcze w kolejnych latach, biorąc między innymi udział w bitwie pod Szipką podczas wojny rosyjsko-tureckiej.
Obraz został wykonany jako jeden z turkiestańskiej serii obrazów, w grupie zatytułowanej Barbarzyńcy (ros. Варвары, Warwary), w której zawarte zostały jedynie obrazy o tematyce wojennej. Turkiestański cykl Barbarzyńcy został później wyodrębniony przez Wierieszczagina jako całkowicie niezależna seria obrazów.

## Opis i wymowa dzieła
Obraz Apoteoza wojny, w którego tytule wyraz apoteoza został użyty przez malarza w znaczeniu ironicznym, przedstawia piramidę z czaszek ludzkich. Niektóre z czaszek są częściowo rozbite, wokół piramidy gromadzą się nadlatujące z różnych stron kruki. W tle widocznych jest kilka uschniętych drzew oraz ruiny doszczętnie zniszczonego miasta. Kompozycja obrazu jest statyczna, co ma podkreślać ogrom dokonanych zniszczeń.
Pragnąc potępić zjawisko wojny i wywoływanych przez nią zniszczeń, Wierieszczagin odwołał się do uniwersalnych symboli śmierci, jakimi są pustynia, czaszki i kruki. Piramida czaszek nawiązuje również do zwyczaju przypisywanego Tamerlanowi – ustawiania wież i piramid z czaszek pokonanych wrogów, w celu zastraszenia kolejnych przeciwników. Przesłanie obrazu jest dodatkowo podkreślone przez napis zamieszczony przez malarza na ramie dzieła – dedykacja „wszystkim wielkim zdobywcom, minionym, współczesnym i przyszłym” (oryg. Посвящается всем великим завоевателям – прошедшим, настоящим и будущим, Poswiaszczajetsia wsiem wielikim zawojewatielam – proszedszim, nastojaszczim i buduszczim).